# Shūsei Tokuda
Shūsei Tokuda (jap. 徳田 秋声 Tokuda Shūsei), właśc. Sueo Tokuda (jap. 徳田 末雄 Tokuda Sueo; ur. 23 grudnia 1871 w Kanazawie, zm. 18 listopada 1943 w Tokio) – japoński pisarz, przedstawiciel naturalizmu w literaturze.

## Życiorys
Pochodził z Kanazawy. Po ukończeniu szkoły średniej został uczniem Kōyō Ozakiego i podjął pierwsze próby literackie. W 1908 roku na łamach czasopisma „Kokumin-shimbun” opublikował w odcinkach powieść Arajotai (Gospodarstwo domowe). W kolejnych latach wydał powieści Ashioto (Kroki, 1910), Kabi (Pieśń, 1911), Tadare (Ropień, 1913) i Arakure (Awanturnica, 1915). Wiele utworów prezentuje gatunek powieści o sobie, zawierając wątki autobiograficzne. Pod koniec życia pisał powieści historyczne, opublikował też powieści obyczajowe Kasō jimbutsu (Postaci w maskach, 1935) i Shukuzu (Miniaturowy obraz życia, 1941). Utwory Tokudy cechują się pesymistyczną wymową. Pozostając wierny założeniom naturalizmu, autor ukazywał ujęte obiektywnie wydarzenia z życia codziennego, często przedstawiając problem kobiecej psychiki i mentalności. Niektóre z jego powieści zostały później sfilmowane.